# Lasioglossum mediocre
Lasioglossum mediocre är en biart som först beskrevs av Raymond Benoist 1962.  Lasioglossum mediocre ingår i släktet smalbin, och familjen vägbin. Inga underarter finns listade i Catalogue of Life.